# قاسم‌آباد گرجی
قاسم‌آباد گرجی، روستایی از توابع [[بخش چهارباغ
کیانمهر]] شهرستان ساوجبلاغ در استان البرز ایران است.

## جمعیت
این روستا در دهستان رامجین قرار دارد و براساس سرشماری مرکز آمار ایران در سال ۱۳۸۵، جمعیت آن ۱٬۱۲۶ نفر (۲۶۲خانوار) بوده‌است.